# Эффект Моцарта

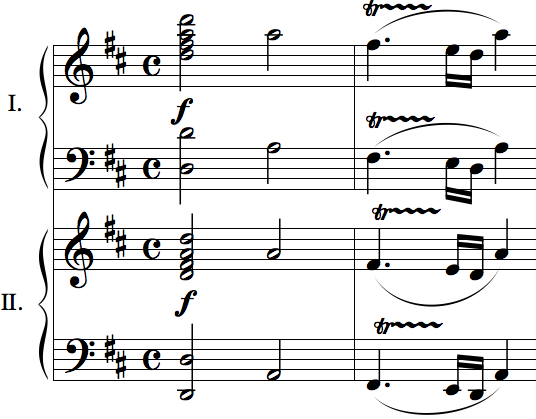
Начало Сонаты для двух фортепиано ре мажор

Эффект Моцарта (англ. Mozart effect) основан на теории, согласно которой прослушивание музыки Моцарта может временно улучшить прохождение IQ-теста. Научно-популярные версии теории утверждают, что слушание Моцарта в раннем возрасте оказывает благоприятное влияние на пространственное мышление и умственное развитие человека.
Первое исследование было проведено в 1993 году Фрэнсис Раушер, Гордоном Шоу и Кэтрин Ки. Они дали 36 студентам пройти IQ-тест. Студентов разделили на три группы: первая слушала Сонату для двух фортепиано ре мажор Моцарта, вторая находилась в тишине, третья слушала расслабляющие аудиозаписи. На основании полученных результатов было установлено, что группа, слушающая Моцарта, продемонстрировала наилучшее пространственное мышление. После этих исследований Фрэнсис Раушер подчеркнула, что действие музыки кратковременно (от 10 до 15 минут) и не влияет на общий интеллект.
В 2010 году австрийские физиологи опровергли эффект Моцарта.